# Karel Průcha (fotbalista)
Karel Průcha (23. srpna 1914 Praha – 21. srpna 1981) byl český fotbalista, střední záložník, československý reprezentant.

## Sportovní kariéra
V československé lize nastoupil ve 155 utkáních a dal 4 góly. Hrál za SK Slavia Praha. Byl Mistr Československa z roku 1937. Hrál na postu středního záložníka. Krom toho získal čtyři tituly v protektorátní lize (1940, 1941, 1942, 1943), taktéž se Slávií. Za československou reprezentaci odehrál 6 utkání (1937-1939). Do listiny střelců se nezapsal. Ve Středoevropském poháru nastoupil ve 14 utkáních.

## Ligová bilance
| Ročník               | Zápasy | Góly | Klub            |
| -------------------- | ------ | ---- | --------------- |
| Státní liga 1936/37  | -      | 0    | SK Slavia Praha |
| Státní liga 1937/38  | -      | 0    | SK Slavia Praha |
| Státní liga 1938/39  | 16     | 0    | SK Slavia Praha |
| Národní liga 1939/40 | -      | 0    | SK Slavia Praha |
| Národní liga 1940/41 | -      | 0    | SK Slavia Praha |
| Národní liga 1941/42 | -      | 1    | SK Slavia Praha |
| Národní liga 1942/43 | -      | 1    | SK Slavia Praha |
| Národní liga 1943/44 | -      | 2    | SK Slavia Praha |
| CELKEM               | -      | 4    |                 |